# Libri

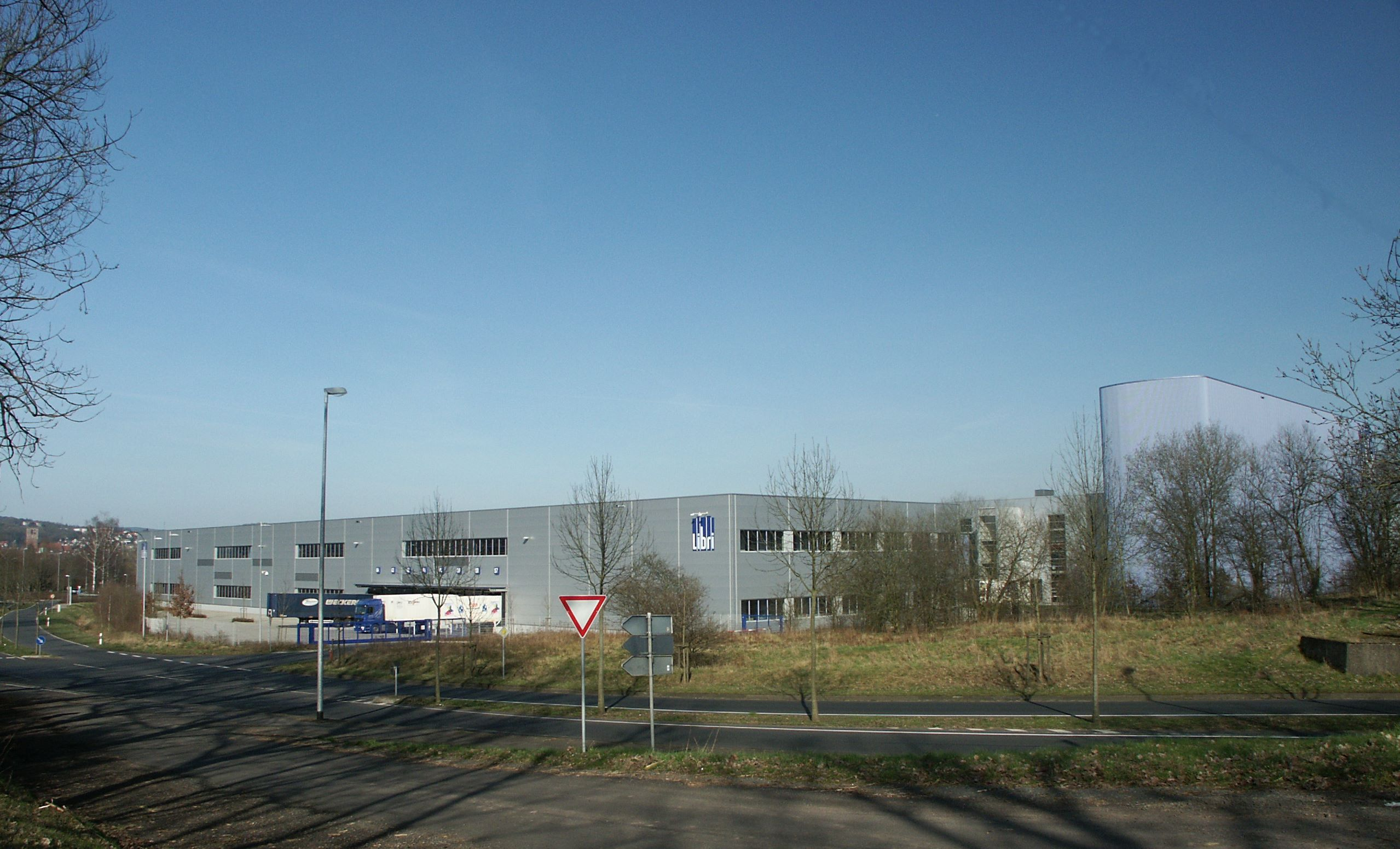
Gebäude von Libri in Bad Hersfeld

Die Libri GmbH, ehemals Georg Lingenbrink GmbH & Co. KG, ist ein hauptsächlich im Zwischenbuchhandel tätiges Barsortiments- und Logistikunternehmen, das Großhandelsfunktionen und Logistikdienste anbietet.
Libri wurde 1928 von Georg Lingenbrink in Hamburg gegründet, wo die Geschäftsleitung und die Verwaltung mit etwa 200 Mitarbeitern auch heute noch angesiedelt sind. Operativer Standort ist Bad Hersfeld. Eigentümer ist inzwischen die Holding von Michael Herz.
Der Libri-Katalog umfasste Stand Juli 2018 rund 10 Mio. Titel, wovon etwa 1 Mio. Artikel auf Lager waren.

## Unternehmensgeschichte
Das Unternehmen wurde von Georg Lingenbrink am 1. September 1928 in Hamburg gegründet, als er und seine Frau die Grossobuchhandlung Karl-Franz Nohr in der Straße Stadthausbrücke 23/25 übernahmen. Die Namensgebung ist eine Zusammenziehung des Familiennamens zum Markennamen mit dem lateinischen Wort für Bücher: Libri. 1931 stellte Lingenbrink den ersten Mitarbeiter ein und zog 1932 mit seinem Unternehmen in den Alten Wall 56/58, wo eine Lagerfläche von 400 Quadratmetern zur Verfügung stand. 1936 verdoppelte Lingenbrink seine Lagerfläche durch den Umzug in die Hohen Bleichen 40/42 und lieferte erstmals über die Stadtgrenzen hinaus.
Der Bombenangriff auf Hamburg am 24. Juli 1943 zerstörte Lager und Geschäftsräume vollständig. Lingenbrink zog zur Familie seiner Frau nach Gernsbach im Schwarzwald. Hier zog er im großen Saal des Gasthofes Zum Auerhahn (Ortsteil Scheuern) einen Ausweichbetrieb auf, der im Spätsommer 1943 seinen Betrieb aufnahm. Von Gernsbach aus versuchten Lingenbrink und seine Familie seine Kunden in Hamburg und Umgebung zu beliefern.
1945 kehrte Lingenbrink nach Hamburg zurück und nahm das Geschäft im Wohnhaus An der Alster 12 neuerlich auf. Am 6. Februar 1947 stieg Lingenbrink in das Geschäft der Verlagsauslieferung ein, als er die Hamburger Kommissionsbuchhandlung (HAKO) gründete. 1948 zog Georg Lingenbrink in die Mönckebergstraße 11 um und ab diesem Jahr begann das Exportgeschäft.
Die Söhne gründeten in Rastatt am 1. Januar 1946 einen neuen Betrieb, der als Barsortiment und auch in der Verlagsauslieferung tätig war. Dieser Betrieb wurde aber bereits 1955 wieder geschlossen.
Im Jahr 1952 fiel die Entscheidung zu einem Neubau, dem Libri Haus 1 in der Amelungstraße 3–5. 1953 führte Libri den Bücherwagendienst ein, zuvor wurden die Bücher noch mit Fahrrad, Bahn und Post ausgeliefert. Die Belieferung erfolgte seit dieser Zeit mittels PKW/LKW. Daraus entstand der Libri-Dienst (Sortimenter-Kommissionär), der die Buchhändler-Bestellungen und die Barsortiment-Bestellungen kombinierte und beide zusammen an die Buchhändler auslieferte.
1960 wurde das Libri Haus 2 in der Amelungstraße gebaut und im gleichen Jahr wurden Charles und Kurt neben ihrem Vater persönlich haftende Gesellschafter. Ab dieser Zeit erschien das Kürzel Libri im Logo des Unternehmens. Charles und Kurt übernahmen das Geschäft ihres Vaters nach seinem Tod im Jahr 1962.
1968 wurde die Niederlassung in der Mainzer Landstraße 147 in Frankfurt am Main bezogen. Dadurch wurde Libri von einem vorwiegend regional aufgestellten Zwischenhändler zu einem bundesweiten Anbieter von Barsortiment- und Verlagsdienstleistungen. Auch hier fiel bald die Entscheidung zu einem Neubau in Frankfurt-Preungesheim in der August-Schanz-Straße. Es wurde 1973 ein Hochregallager mit einer Lagerfläche von 20.000 m² in Betrieb genommen.
Seit 1993 gehört Libri vollständig zum Portfolio der mit Tchibo verbundenen Unternehmerfamilie Herz (im Mehrheitsbesitz der Brüder Michael und Wolfgang Herz; ab 1993 als Tochtergesellschaft der Athena IP Vermögensverwaltung).

### 21. Jahrhundert
Im Jahr 2000 verlagerte Libri den operativen Bereich nach Bad Hersfeld. Ein modernes Kleinteilelager mit damals 20 km Fördertechnik sorgte dort für eine Kommissionierungsleistung von bis zu 730.000 Büchern pro Tag.
2002 wurde die Verlagsauslieferungstochter von Libri, die Libri Distributions GmbH, an die Vereinigte Verlagsauslieferung (VVA – Arvato Media GmbH), ein Unternehmen der Arvato AG im Bertelsmann-Konzern, verkauft.
Seit 2006 ist Libri Tochter der TOPP Holding, zu der u. a. auch Blume 2000 gehört.
Zum Unternehmensverbund gehören außerdem Stand 2012: Booxpress GmbH (ehemals Libri-Dienst), Bad Hersfeld, Books on Demand (BoD) GmbH, Norderstedt, eine 20%ige Beteiligung an der Buchzentrum AG, Olten, Schweiz, dem operativen Teil der Genossenschaft Schweizer Buchzentrum, sowie seit 2012 eine Beteiligung i. H. v. 51 % am ehemaligen Mitbewerber Barsortiment Könemann Vertriebs GmbH mit Sitz in Hamburg und Betriebsstätte in Hagen.
Im Firmenverbund schafften Libri und BoD Synergien und errichteten am Standort Bad Hersfeld ein hochmodernes Print-on-Demand Zentrum, das ab 2020 vollständig in die Barsortimentslogistik integriert wurde.
Umfasste Stand Juli 2018 der Bestand noch rund 10 Mio. Titel, wovon etwa 1 Mio. Artikel auf Lager waren, wurde das Lager danach sehr geschmälert, allein 2020 180.000 Titel gestrichen, sodass 2024 noch 1,1 Millionen Exemplare von nur 300.000 Titeln im Lager waren. Im Januar 2024 gab Libri bekannt die bislang von Xerox sichergestellte Buchherstellung zu übernehmen wenn das Kartellamt dem zustimme.

## Aktivitäten
Kerngeschäft ist die Funktion des Barsortiments, den Büchersammelverkehr tätigt die hundertprozentige Libri-Tochter Booxpress. Das Barsortiment und seine Dienste beanspruchen u. a. auch Amazon.com und Thalia für ihren Internet-Fernabsatz: teils nur die Großhandelsfunktion, teils zusätzliche Logistikdienstleistungen wie Konfektionierung und Postversand an den Endkunden.

### Warenwirtschaftssystem
Seit 1994 bietet Libri mit einem Warenwirtschaftssystem (WWS) eine eigene Warenwirtschaft an. Für die aktuelle Version Libri JWWS hostet Libri einen zentralen Java-Application-Server inklusive Oracle-Datenbank in einem zentralen Rechenzentrum.
Für die Kommunikation zwischen Libri und seinen Kunden wird weitestgehend auf EDI gesetzt, und die meisten Logistikprozesse sind so abgebildet, dass sie den Anforderungen von EDIFACT/EANCOM entsprechen.
Seit Oktober 2007 können Geschäftskunden der Buchhandlungen auch elektronische Fach- und Sachbücher (E-Books) als PDF über diese Plattform beziehen.

### eBook.de (ehemals Libri.de)
Im Jahr 1997 startete Libri die Website libri.de, um sich im Rahmen eines Partnerschaftsmodells mit dem stationären Buchhandel an Endkunden zu wenden.
Im Jahr 2000 gründete Libri für diesen spezialisierten Geschäftsbereich Libri.de Internet GmbH als Tochtergesellschaft. Seit 2008 bot diese Downloads von E-Books an und war im deutschsprachigen Raum maßgeblich am Vertrieb des Sony Readers beteiligt. Im Oktober 2012 wurde die Libri.de Internet GmbH in eBook.de NET GmbH umbenannt und aus dem Online-Shop libri.de wurde eBook.de. Dieser ist seit Oktober 2014 Mitglied in der Tolino-Allianz.
Im Juli 2015 übernahm Hugendubel die Mehrheit an eBook.de und führte seither die Marke unter dem Dach der Hugendubel Digital GmbH & Co. KG weiter mit dem bisherigen eBook.de-Eigentümer Libri als Technologie- und Logistikpartner.

### Books on Demand
Im Juni 1999 zeichnete der US-amerikanische Computerworld Smithsonian Award Libri für die Entwicklung des Print-on-Demand-Verfahrens als Sieger in der Kategorie Manufacturing aus.
2001 entstand die Schwestergesellschaft BoD GmbH (Books on Demand), die als Dienstleistungsverlag mit geringen Kosten für den Autor fast jedes Buch druckt. Eine Qualitätsprüfung wird dabei nicht vorgenommen, die Bücher werden im PoD-Verfahren nach Bestellungseingang einzeln produziert. Das verteuert die Produktionskosten für das Buch, hält aber das Risiko für Autor und Verlag überschaubar (keine Lagerkosten, keine Kapitalbindung). (Einzelnachweis?)
Mehr als 4000 Verlage nutzen print-on-demand, wodurch Libri Rücksendung, Verramschung und Einstampfung vermeiden möchte.

### E-Commerce
Libri stellt seinen Kunden die Möglichkeit zur Verfügung, einen eigenen White-Label-Shop zu betreiben. Mit einem CMS kann der Shop von Buchhandlungen eigenständig gestaltet werden. Über buchhandlung.de können Endkunden ihre Lieblingsbuchhandlung finden. Zu den Kunden des White-Label-Shops zählen u. a. Dussmann das KulturKaufhaus in Berlin.

## Marktstellung
Die wesentlichen Mitbewerber sind der Marktführer Koch, Neff und Volckmar  mit Sitz in Erfurt, d. h. inzwischen (Zeitfracht Berlin) – und Umbreit in Bietigheim-Bissingen. Durch die Übernahme des ehemals viertplatzierten Könemann in Hagen konnte Libri 2012 seine Position zwei im deutschen Buchzwischenhandel ausbauen.(Einzelnachweis?)
Stand Februar 2024 belieferte Libri 4.000 Händler aller Größen. Amazon mit zwei Lagern in Bad Hersfeld ist wichtiger Lieferkonkurrent.